# Список монархів королівства Десмонд

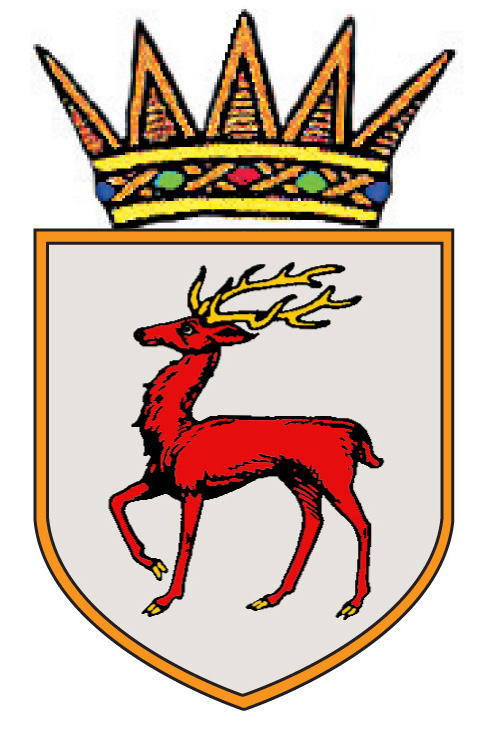
Герб королівства Десмонд.

Королі Десмонду (ірл. - Rí Deas Mhumhain) - Рі Дес Мумайн - королі королівства Десмонд (південно-західна Ірландія), що правили цим королівством в середньовіччі - в часи його існування: 1118 - 1596 роки. Королі Десмонду були одночасно вождями ірландського клану Мак Карті Мор. Королі Десмонду мали резиденції в замках Палліс, Кастелоу, Баллікарбері. Після ліквідації королівства нащадки королів Десмонду отримали титули лордів. Нинішнім претендентом на титул короля Десмонду є Ліам Трант Мак Карті Мор.

## Список монархів королівства Десмонд
Вказані роки правління. Королі, права яких на трон були спірними названі тут претендентами. 

### Королі з клану Мак Карті
- Тадг Мак Карті (ірл. - Tadhg MacCarthy) (1118 - 1123) - син Муйредаха Мак Картайга з династії Еогнахта Кашель.

### Претенденти на трон з клану Мак Карті
- Кормак Мак Картайг (ірл. - Cormac Mac Carthaigh) (1123 - 1127) - син Муйредаха Мак Картайга, брат Тадга Мак Карті.
- Доног Мак Карті (ірл. - Donogh MacCarthy) (1127 - 1127) - син Муйредаха Мак Картайга, брат Тадга Мак Карті.
- Кормак Мак Карті (ірл. - Cormac MacCarthy) (1127 - 1127) - вдруге.
- Доног Мак Карті (ірл. - Donogh MacCarthy) (1138 - 1143) - вдруге.
- Дермод Великий на Кілл Багайн Мак Карті (ірл. - Dermod Mór na Cill BaghainMacCarthy) (1143 - 1185) - син Кормака Мак Карті, племінник Донога Мак Карті.

### Претенденти на трон з клану О’Браєн
- Тадг Гле Мак Діармата О’Браєн (ірл. - Tadg Gláe macDiarmata O'Brien) (1122 - 1154) - син Діармайта Мак Тойррделбайга О’Браєна, претендент на трон об’єднаного королівства Манстер.
- Муйрхертах Мак Тойррделбайг О’Браєн (ірл. - Muirchertach macToirrdelbaig O'Brien) (1167 - 1168) - син Тойррделбаха Мак Діармата О’Браєна, кузен Тадга Гле Мак Діармата О’Браєна.

### Королі з клану Мак Карті
- Донал Великий на Корра Мак Карті (ірл. - Donal Mór na Corra MacCarthy) (1185 - 1206) - син Дермода Великого Мак Карті.
- Фінген Мак Карті (ірл. - Fingen MacCarthy) (1206 - 1207) - син Дермода Великого Мак Карті, брат Донала Великого на Корра Мак Карті.
- Діармайт Дуна Дройгнейн Мак Карті (ірл. - Diarmait Duna Droignein McCarthy) (1207 - 1229) - син Донала Великого на Корра Мак Карті, племінник Фінгена Мак Карті.
- Кормак Фіонн Мак Карті (ірл. - Cormac Fionn MacCarthy) (1229 - 1247) - син Донала Великого на Корра Мак Карті, брат Діармайта Дуна Дройгнейна Мак Карті.
- Домналл Гот Кайпрех Мак Карті (ірл. - Domnall Got Cairprech MacCarthy) (1247 - 1251) - син син Донала Великого на Корра Мак Карті, брат Кормака Фіонна Мак Карті.
- Фінгін Мак Карті (ірл. - Finghin MacCarthy) (1251 - 1261) - син Домналла Гота Кайпреха Мак Карті.
- Кормак Мак Карті (ірл. - Cormac MacCarthy) (1261 - 1262) - син Домналла Гота Кайпреха Мак Карті, брат Фінгіна Мак Карті
- Домналл Руад Мак Карті (ірл. - Domnall Ruad MacCarthy) (1262 - 1302) - син Кормака Фіонна Мак Карті, кузен Кормака Мак Карті.
- Донал Оге Мак Карті (ірл. - Donal Oge MacCarthy) (1302 - 1306) - син Домналла Руада Мак Карті.
- Доног Каррхайн Мак Карті (ірл. - Donogh Carrthain MacCarthy) (1306 - 1310) - син Кормака Фіонна Мак Карті.
- Діармайт Оге Мак Карті (ірл. -  Diarmait Oge MacCarthy) (1310 - 1326) - син Донога Каррхайна Мак Карті.
- Кормак Мак Карті (ірл. - Cormac MacCarthy) (1326 - 1359) - син Донога Каррхайна Мак Карті, брат Діармайта Оге Мак Карті.
- Донал Оге Мак Карті (ірл. - Donal Oge MacCarthy) (1359 - 1390) - син Кормак Мак Карті.
- Тадг на Майністрех Мак Карті Мор (ірл. - Tadhg na Mainistreach Mac Carthaigh Mór) (1390 - 1428) - син Донал Оге Мак Карті.
- Домналл ан Дана Мак Карті (ірл. - Domhnall an Dana MacCarthy) (1428 - 1469) - син Тадга на Майністреха Мак Карті Мора.
- Тадг Ліах Мак Карті (ірл. - Tadgh Liath MacCarthy) (1469 - 1503) - син Домналла ан Дана Мак Карті.
- Домналл Мак Карті (ірл. - Domnall MacCarthy) (1503 - 1508) - син Тадга Ліаха Мак Карті.

### Претенденти на трон
- Кормак Ладрах Мак Карті (ірл. - Cormac Ladhrach MacCarthy) (1508 - 1516) - син Тадга Ліаха Мак Карті, брат Домналла Мак Карті.
- Тадг на Лемна Мак Карті (ірл. - Tadgh na Leamhna MacCarthy) (1508 - 1514) - син Домналла Мак Карті, племінник Кормак Ладрах Мак Карті, права на трон якого він оскаржував.

### Останні королі
- Домналл ан Друймінін Мак Карті (ірл. - Domhnall an Druiminin MacCarthy) (1516 - 1558) - син Кормака Ладраха Мак Карті.
- Домналл Мак Карті (ірл. - Domhnall MacCarthy) (1558 - 1596) - син Домналла ан Друймініна Мак Карті.

## Вожді клану Мак Карті Мор
На титул вождя клану Мак Карті Мор нині претендує Теренс Френсіс Мак Карті, спадкоємець вождів клану Мак Карті. Він був визнаний вождем клану Мак Карті герольдами Ірландії у 1992 році. Але у 1999 році це рішення було скасоване, бо з'явилися докази, що деякі документи, що доводили його право на титул вождя клану були сфабриковані. 
У червні 2009 року Ліам Трант Мак Карті (народився 27 грудня 1957 року) у Південній Родезії отримав визнання нащадку вождів клану Мак Карті Мор. Він є сином Кормака Транта Мак Карті (1931 - 1999), внуком Вільяма Ліама Мак Карті (1894 - 1967) - юрисконсульта, правнуком Вільяма Патріка Транта Мак Карті (1853 - 1901), що є сином  Даніеля Мак Карті Шругнера та його дружини Еллен, що була дочкою Патріка Транта Вотерфорда. Два покоління людей з цього родоводу з Ольстера. 